# Michael E. Van Ness
Michael E. Van Ness (1974.), američki astronom

## Životopis
Studirao je na Sveučilištu Sjeverne Arizone. Od 1988. godine radi u sklopu projekta LONEOS-a. Zanima se za arheoastronomiju.

## Otkrića
Otkrio je dva periodična kometa - komet 213P/Van Ness i komet 327P/Van Ness te jedan neperiodični komet, komet C/2004 S1 Van Ness.
Asteroid 14185 Van Ness ponio je njegovo ime.